# Exército da Estônia

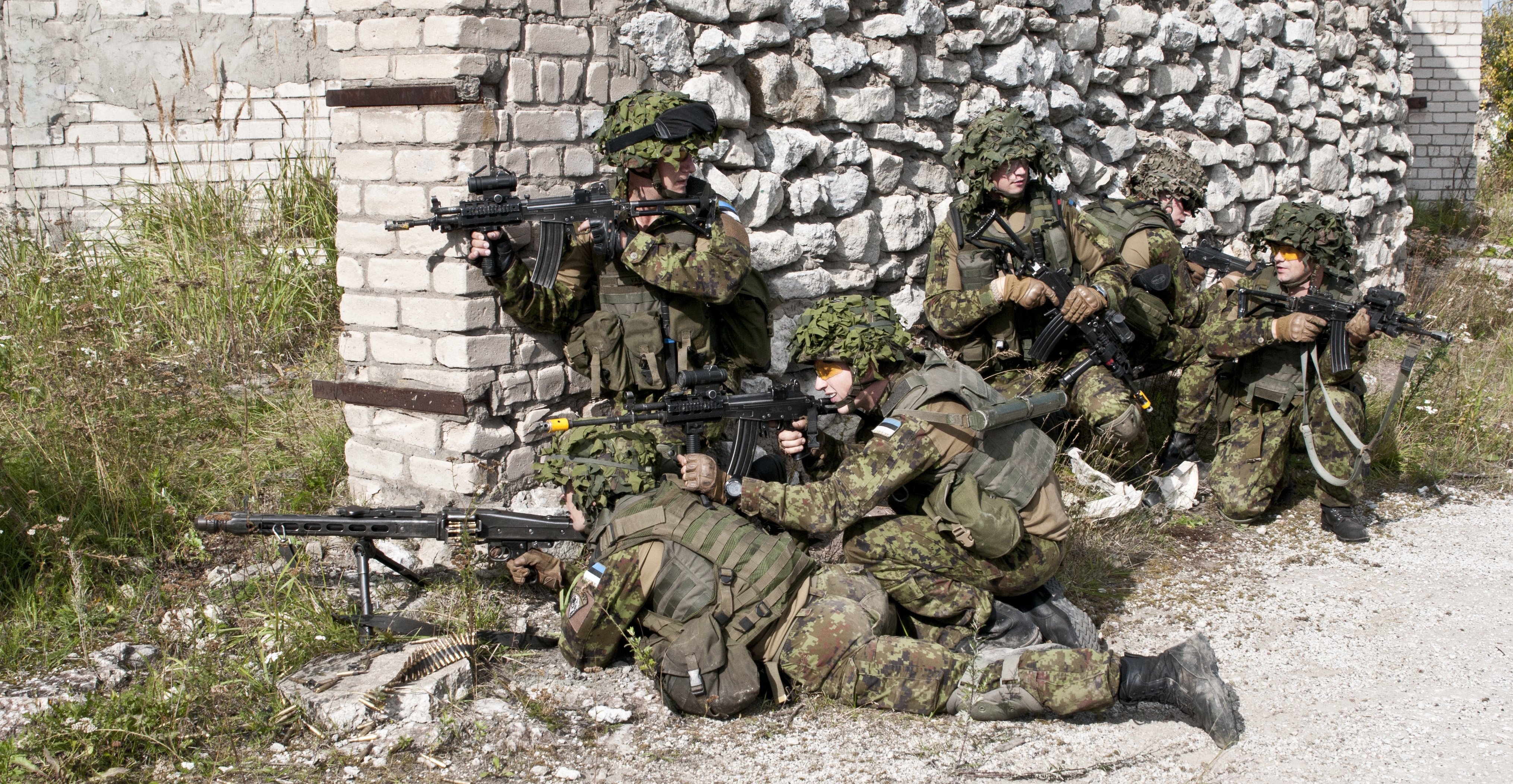
Militares estonianos em treinamento.

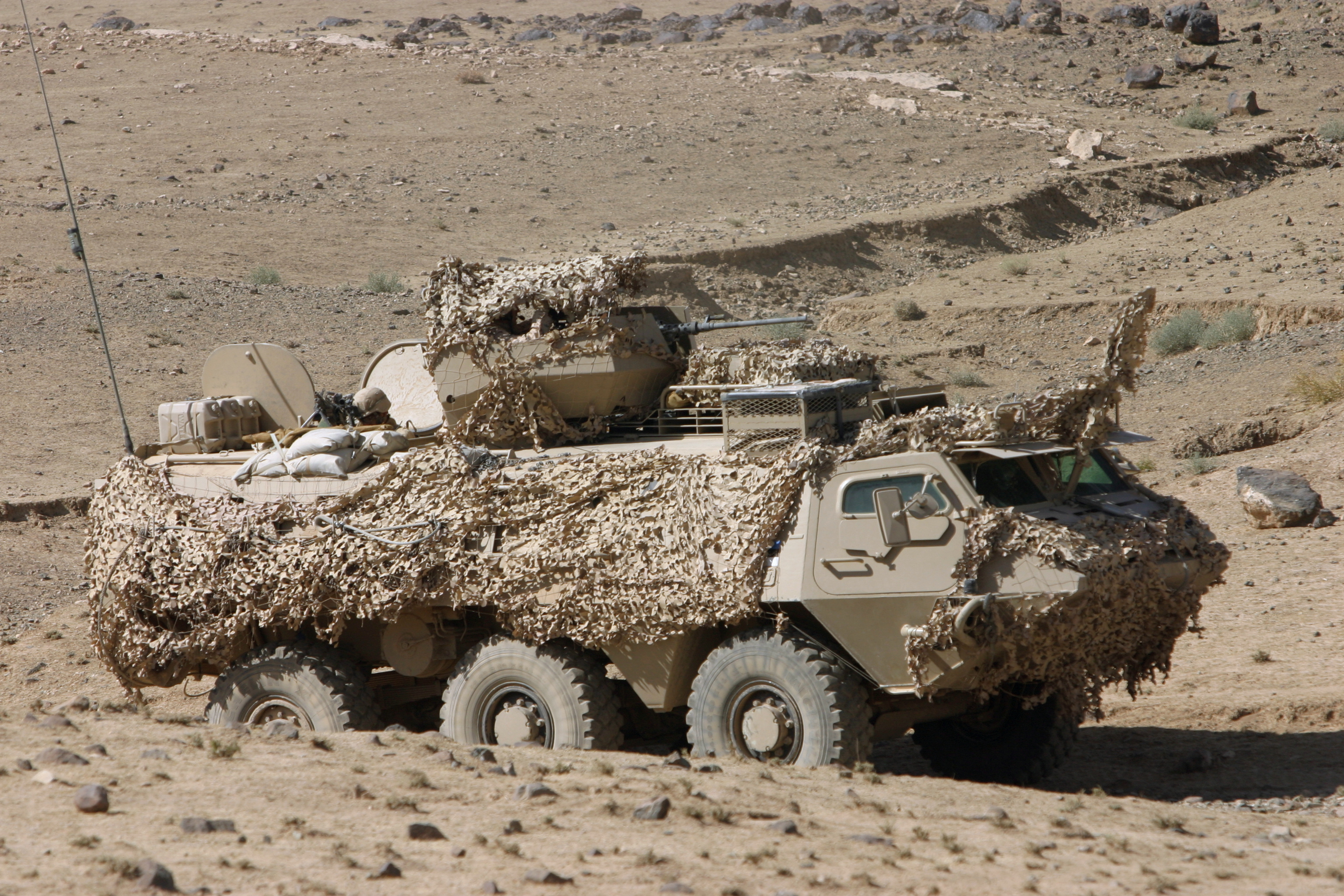
Um blindado XA-180, de fabricação finlandesa, a serviço do exército estoniano. O país não possui tanques de guerra em seu serviço.

O Exército da Estônia (em estoniano: Maavägi) é o ramo terrestre das Forças armadas estonianas. O Exército é constituído de onze batalhões divididos em unidades:
- Batalhão de Infantaria Independente Kuperjanov
- Batalhão de Infantaria Independente de Pärnu
- Batalhão de Infantaria Independente de Viru
- Batalhão de Batedores
- Batalhão de Guarda Independente
- Grupo de Artilharia
- Batalhão de Defesa Aérea
- Batalhão de Sinalização Independente
- Batalhão (Apoio) de Intendência
- Batalhão de Engenharia
- Centro de Operações de Paz

Seu atual formato foi fundado em 1991. No século XXI, o exército estoniano foi expandido, frente a ameaça da Rússia, com uma maior cooperação com a OTAN. Atualmente, possui uma força de 6 500 soldados de infantaria.